# Mannsteine
Die Mannsteine (poln. Czeskie Kamienie, tschech. Mužské kameny) sind eine Felsformation im Riesengebirge und bilden zusammen mit den Mädelsteinen den Doppelgipfel des Hraniční hřeben (deutsch Grenzkamm), ca. 6 km nördlich von Spindlermühle (tschech. Špindlerův Mlýn, poln. Szpindlerowy Młyn) und 7,5 km südöstlich von Szklarska Poręba (Schreiberhau) nahe der tschechisch-polnischen Grenze.
Bei der über 50 Meter langen und 12 Meter hohen Felsgruppe mit der für das Riesengebirge typischen Wollsackverwitterung bietet sich ein beeindruckender 360° Panoramablick. Rings herum verdeutlicht ein Geröllfeld aus kleineren Granitblöcken die Entstehung durch Erosion.

## Umgebung
- 750 Meter östlich befindet sich die zwei Meter tiefer gelegene Felsgruppe der Mädelsteine (1414 m).
- 500 Meter westlich, im Sattel vor der Großen Sturmhaube (poln. Śmielec, tschech. Smělec), erinnert eine Gedenkstätte an den tragischen Tod des tschechischen Journalisten Rudolf Kalman, der hier während eines Schneesturms am 14. Januar 1929 starb.

## Flora, Fauna und Naturschutz
Die Mannsteine liegen auf dem Gebiet des tschechischen Nationalparks Krkonošský národní park (KRNAP) am Kammweg (Weg der polnisch-tschechischen Freundschaft).
Die ausgesetzte Lage und das raue Klima wirken sich stark auf die Anzahl der hier lebenden Arten aus. Auf der Höhe können sich nur die Latschenkiefer und verschiedene Flechten halten, die aber dennoch pflanzenfressenden Wanzen, Spinnen, Holz bewohnenden Käfern eine Heimat bieten.
Diese Insekten wiederum sind Nahrung für verschiedene Vogelarten wie z. B. Bergpieper, Hausrotschwanz und Mauersegler. An den Hängen unterhalb wächst Gebirgsnadelwald, hauptsächlich mit Fichten, der eine größere Artenvielfalt aufweist.